# Rapcsák András (politikus)
Rapcsák András (Debrecen, 1943. július 14. – Hódmezővásárhely, 2002. február 3.) magyar politikus, Hódmezővásárhely polgármestere, országgyűlési képviselő.

## Élete
Édesanyja, Baranyi Jolán általános iskolai tanár, édesapja, Rapcsák András középiskolai, majd egyetemi tanár, 1967 és 1973 között a debreceni Kossuth Lajos Tudományegyetem (KLTE) rektora. Az általános és középiskolát Debrecenben végezte, a Fazekas Mihály Gimnáziumban érettségizett 1961-ben. Diplomáját a Budapesti Műszaki Egyetem villamosmérnöki karán 1969-ben, egyetemi doktori címét a debreceni Kossuth Lajos Tudományegyetemen 1977-ben szerezte.
1969-73 között a Tiszántúli majd Dél-Magyarországi Áramszolgáltató Vállalat (Démász) fejlesztőmérnöke, majd a hódmezővásárhelyi Metripond Mérleggyárban dolgozott, ugyancsak fejlesztőmérnökként. Műszaki munkásságát több elismeréssel jutalmazták: 1970-ben és 1971-ben Kiváló Mérnök, valamint szintén 1971-ben Iparági Dicsérő Oklevél kitüntetést kapott. 1991-ben Gábor Dénes-díjban részesült, 1993-ban a Magyar Köztársaság Arany Érdemkeresztjével tüntették ki.
Fiatalkora óta sportolt: 1957-től 33 éves koráig versenyszerűen teniszezett. 1981-től igazolt sakkozó.

## Politikai karrierje

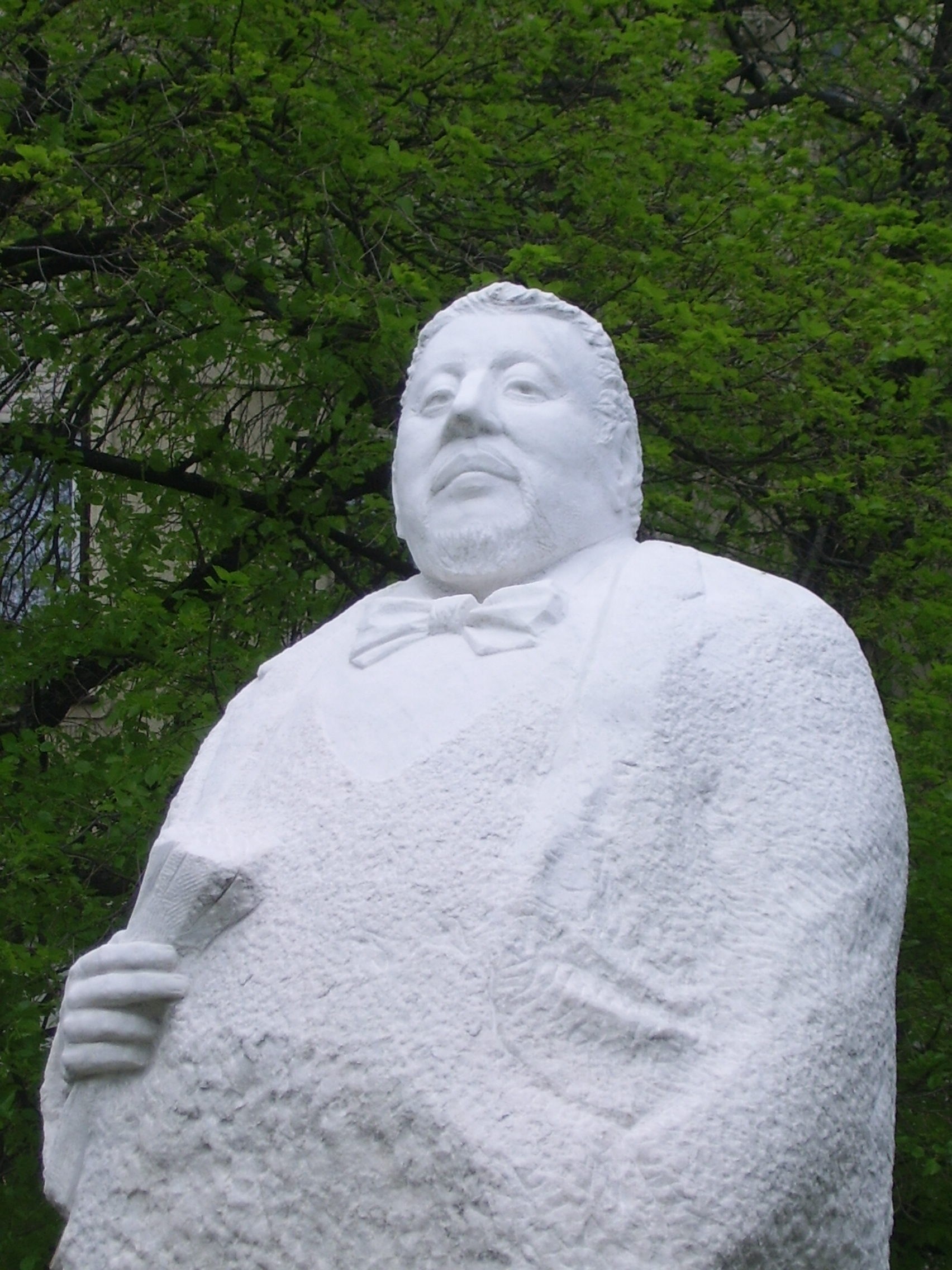
Szobra Hódmezővásárhelyen

1990-ben Hódmezővásárhely polgármestere lett. Az 1994-es helyhatósági választásokon újra polgármesterré választották 76,65%-os eredménnyel. 1994 júliusában a Kereszténydemokrata Néppárt tagja lett, ettől az évtől kezdve országgyűlési képviselő lett a KDNP színeiben Csongrád megye 6. számú, Hódmezővásárhelyt is magába foglaló választókerületében. A KDNP jogi és önkormányzati munkacsoportjának a tagja volt. 1997 júliusában kivált a pártból és független képviselő lett, majd 1997 szeptemberében belépett a Fidesz frakciójába.
Az 1998-as országgyűlési választáson az MKDSZ-Fidesz-MDF közös jelöltjeként az első fordulóban győzelmet aratott. Ettől az évtől kezdve a Csongrád megyei közgyűlésnek is a tagja.
1999-ben az ellenzéke megvádolta azzal, hogy közpénzből finanszírozta a születésnapjának megünneplését, majd telekspekulációval vádolták, ennek eredményeként felfüggesztették polgármesteri állásából. Az önkormányzatnak egy évig nem lett új polgármestere, és csődközeli helyzetbe került. 2000 augusztusában feloszlatta magát a képviselőtestület, így új választásokat írtak ki. A választásokon negyedszerre is polgármesterré választották.
A 2002-es országgyűlési választáson a Fidesz színeiben indult volna, de már nem érte meg: 2002. február 3-án este tüdőembóliában elhunyt.
Utódjává Lázár Jánost választották mind az országgyűlésben, mind a város élén.

## Emlékezete
Hódmezővásárhely városa őrzi a polgármester emlékét: 2003-ban posztumusz a város díszpolgárává választották. 2007-ben a Szántó Kovács János utca elejét a 60-as számig Dr. Rapcsák András úttá keresztelték át, az utca folytatásában megmaradt az eredeti ház számozás. A város szobrot állított az emlékére, a szoborpályázat győztese Varga Imre Kossuth-díjas szobrász lett. A szobrot az egykori polgármester születésének 65. évfordulóján, 2008. július 14-én avatták fel.
Testsúlya és testbéli méretei miatt az Országgyűlés plenáris üléstermében speciális széket készítettek neki, hogy le tudjon ülni.